# Wilhelm Marx

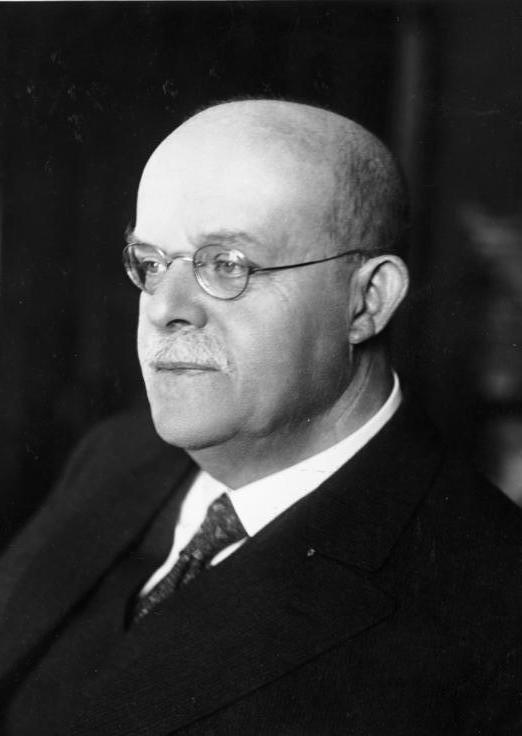
Wilhelm Marx.

Wilhelm Marx, född 15 januari 1863 i Köln, död 5 augusti 1946 i Bonn, var en tysk jurist och katolsk politiker (Centrumpartiet). Han var Tysklands rikskansler 1923-1925 samt 1926-1928. 
Samtliga regeringar i vilka Marx tjänstgjorde som rikskansler var koalitionsregeringar tillsammans med det konservativa högerpartiet DNVP och Tyska Demokratiska Partiet. Marx var dessutom Centrumpartiets kandidat i det tyska presidentvalet 1925, ett val som dock vanns av högerkandidaten Paul von Hindenburg, tidigare överbefälhavare under första världskriget.